# 1945-ös magyar teniszbajnokság
Az 1945-ös magyar teniszbajnokság a negyvenhatodik magyar bajnokság volt. A bajnokságot július 30. és augusztus 13. között rendezték meg Budapesten, a Postás pályáján.

## Eredmények
| Versenyszám  | Arany                                                    | Arany | Ezüst                                                               | Ezüst | Bronz | Bronz |
| ------------ | -------------------------------------------------------- | ----- | ------------------------------------------------------------------- | ----- | --- | ----- |
| Férfi egyéni | Asbóth József BKTE                                       |       | Szigeti Ottó Újpesti TE                                             |       | Szentpéteri Emil BSEFrigyessy Tibor BSE                                                                        |       |
| Női egyéni   | Körmöczy Zsuzsa egyesületen kívüli                       |       | dr. Fejér Sarolta MAFC                                              |       | dr. Gallner Ferencné BSEdr. Hidassy Dezsőné BEAC                                                               |       |
| Férfi páros  | Gábori Emil, Szigeti Ottó egyesületen kívüli, Újpesti TE |       | Asbóth József, Ádám András BKTE                                     |       | dr. Dallos György, Tornyay Tibor egyesületen kívüli, BKTEForró Mihály, Bujtor Frigyes Újpesti TE               |       |
| Női páros    | dr. Fejér Sarolta, dr. Hidassy Dezsőné MAFC, BEAC        |       | dr. Paksy Józsefné, Lukácsné Bellágh Dalma egyesületen kívüli, MAFC |       | Körmöczy Zsuzsa, dr. Gallner Ferencné egyesületen kívüli, BSEProchnow Lenke, Christián Ottilia Postás SE, BKTE |       |
| Vegyes páros | Asbóth József, Körmöczy Zsuzsa BKTE, egyesületen kívüli  |       | Frigyessy Tibor, dr. Gallner Ferencné BSE                           |       | Bujtor Frigyes, Ipolyi-Keller Mária Újpesti TE, BKTEÁdám András, dr. Paksy Józsefné BKTE, egyesületen kívüli   |       |